# Ordem "Por Mérito Militar" (Rússia)
A Ordem "Por Mérito Militar" (em russo: Орден «За военные заслуги»; romaniz.: Orden «Za voennye zaslugi») é uma condecoração militar da Federação da Rússia, criada por decreto presidencial em 2 de Março de 1994 para "homenagear os distintos e exemplares serviços, assim como a boa preparação, das forças armadas, e também os actos de coragem e estabelecimentos de laços entre o exército russo e outros exércitos". Seu estatuto foi alterado três vezes, primeiro em 6 de janeiro de 1999, pelo decreto n.º 19, depois em 7 de setembro de 2010, pelo decreto n.º 1099 que modernizou todo o sistema de prêmios russo e finalmente em 16 de dezembro de 2011, pelo Decreto Presidencial n.º 1631.

## História

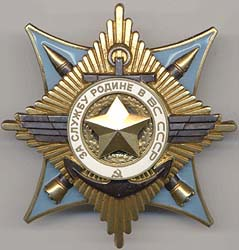
Distintivo da Ordem "Por Serviço à Pátria nas Forças Armadas da URSS" de 1ª classe

Pelo Decreto do Presidium do Soviete Supremo da URSS de 28 de outubro de 1974, foi estabelecida a Ordem “Por Serviço à Pátria nas Forças Armadas da URSS”   . O iniciador da introdução do novo prêmio foi o Ministro da Defesa da URSS, Marechal da União Soviética Andrei Gretchko, observam os pesquisadores M. A. Izotova e T. B. Tsariova. A ordem tinha três classes e destinava-se a ser concedida a militares do Exército Soviético, da Marinha, das tropas de fronteira e internas “pelos sucessos alcançados em combate e treinamento político, mantendo alta prontidão de combate das tropas e dominando novos equipamentos militares, por alto desempenho em atividades de serviço, pela conclusão bem-sucedida de atribuições especiais de comando”, bem como em outros casos determinados pelo estatuto.
Em 25 de dezembro de 1991, conforme estabelecido pela lei aprovada pelo Soviete Supremo da RSFSR a RSFSR foi oficialmente renomeada como Federação da Rússia. No dia seguinte, em 26 de dezembro de 1991, a União Soviética deixou de existir, e a Rússia surgiu como um estado independente. Posteriormente, em 21 de abril de 1992, o Congresso dos Deputados do Povo da Rússia aprovou a alteração oficial do nome, realizando as mudanças necessárias na Constituição da RSFSR, que passaram a vigorar após sua publicação em 16 de maio do mesmo ano. Pelo Decreto do Presidium do Soviete Supremo da Rússia de 2 de março de 1992 nº 2424-1, antes da adoção da lei sobre prêmios estaduais, algumas insígnias que existiam na URSS foram mantidas no sistema de prêmios da Rússia , mas a Ordem "Por Serviço à Pátria nas Forças Armadas da URSS" não estava entre elas inscritas.

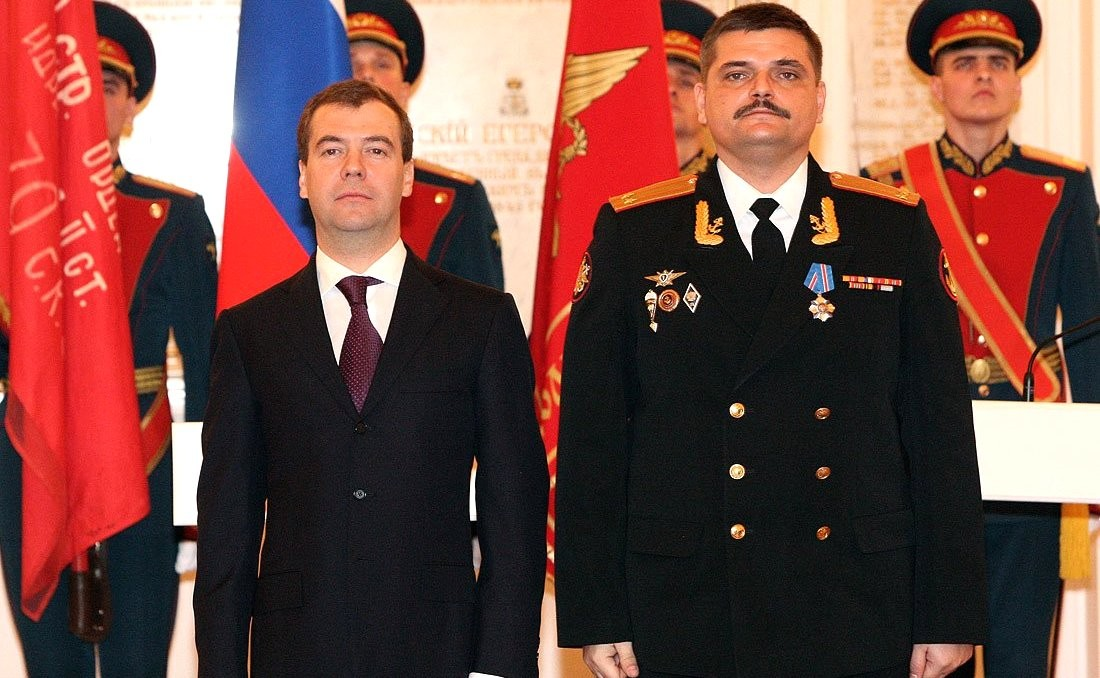
O capitão de 2ª classe Oleg Kovalev sendo condecorado com a Ordem "Por Mérito Militar" pelo Presidente Dmitri Medvedev em 19 de dezembro de 2010. (Foto www.kremlin.ru)

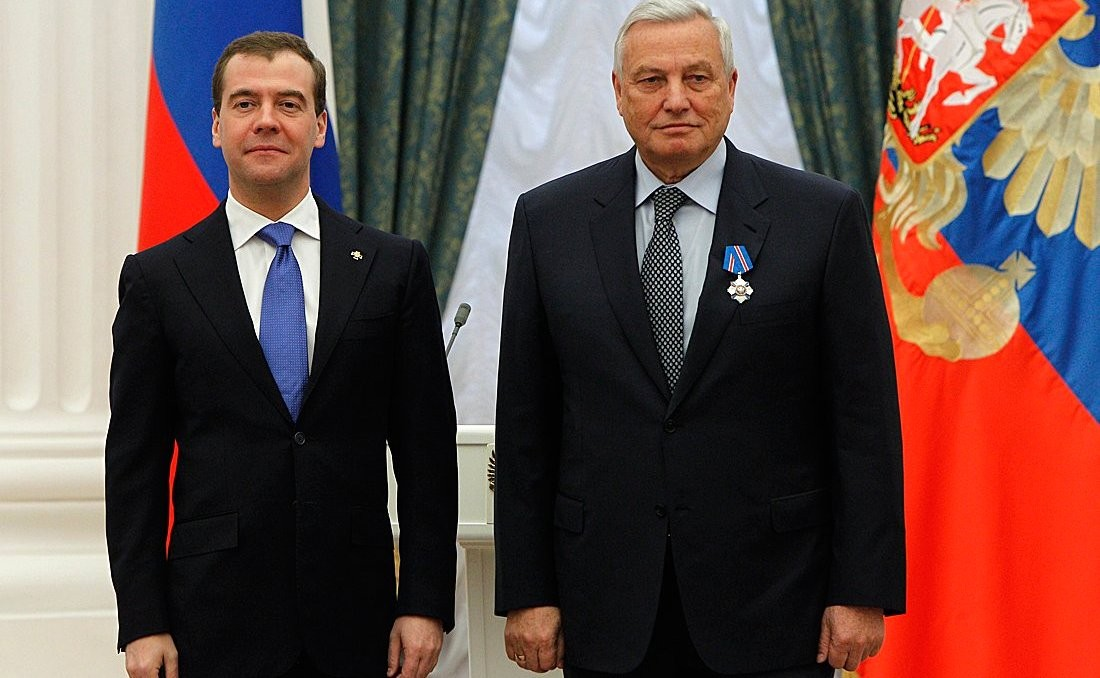
O CEO e designer chefe da Associação de Produção e Design, Victor Tyatinkin, depois de receber a Ordem "Por Mérito Militar" do presidente Dmitri Medvedev em 3 de maio de 2012.

De acordo com o Decreto Presidencial nº 442, de 2 de março de 1994 "Sobre os Prêmios Estaduais da Federação da Rússia", foi instituída, entre outras condecorações, a Ordem "Por Mérito Militar". O historiador e professor associado M.V. Kukel, especialista em ciências históricas, descreve essa ordem como um equivalente à Ordem "Por Serviço à Pátria nas Forças Armadas da URSS" dentro do sistema de premiações da Rússia. Por outro lado, o pesquisador Shchegolev destaca que a Ordem "Por Mérito Militar" representa um prêmio inteiramente novo, sem precedentes no sistema de premiações soviético. “À primeira vista, parece a Ordem "Por Serviço à Pátria nas Forças Armadas da URSS" ”, mas certamente não é. Segundo ele, "foi dado para outra coisa, e tinha três classes, e a ideia em si foi pensada muito mais seriamente". No entanto, o lugar da ordem soviética deveria ser ocupado por um novo prêmio, mas isso não aconteceu; Ele descreve as mudanças que ocorreram como uma tentativa de "'combinar o incompatível' e, aproveitando a experiência ocidental, melhorar o sistema soviético". O pesquisador do Instituto de História Russa da Academia Russa de Ciências, L.N. Grekhov, concentra-se no fato de que a Ordem "Por Mérito Militar" e a Ordem muito semelhante "Por Mérito Naval" parecem independentes no contexto de outros prêmios russos que têm análogos soviéticos.
O autor do esboço da Ordem “Por Mérito Militar” é o Artista Homenageado da Federação Russa Viacheslav Vasilyevich Abramov, graduado pela Academia Estatal de Artes e Indústria Stroganov de Moscou. E.V. Muravyov atuou como gravador da ordem. O emblema da ordem é feito na tradição das estrelas russas de oito pontas, cujos raios diagonais formam pentágonos, cobertos com esmalte nas cores nacionais da Bandeira da Rússia.

## Estatuto

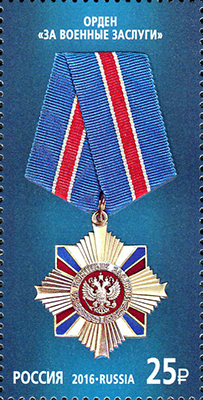
A Ordem "Por Mérito Militar" em um selo postal russo de 2015 da série "Prêmios Estatais da Federação da Rússia"

A Ordem "Por Mérito Militar" é destinada a militares que se destacam pelo desempenho exemplar de suas funções, pela elevada prontidão de combate para assegurar a defesa da Rússia, e pelo destacado progresso pessoal em sua carreira e treinamento profissional. É também concedida em reconhecimento à coragem e dedicação demonstradas no cumprimento de deveres militares durante operações ou treinamentos de combate, à bravura e determinação evidenciadas no exercício de tais funções, e pelos esforços realizados no fortalecimento da cooperação militar com países aliados.
O destinatário pretendido e a pessoa que recomenda o prêmio devem ter, ambos, um mínimo de 20 anos de serviço.
A Ordem "Por Mérito Militar" pode ser concedida a funcionários do complexo militar-industrial da Federação da Rússia, de organizações científicas e de pesquisa ou agências governamentais: por serviços em projeto, fabricação e comissionamento de equipamentos e armas militares modernos; por contribuições pessoais às políticas de defesa nacional, desenvolvimento da ciência militar, no fortalecimento da defesa nacional e na promoção da cooperação técnico-militar interestadual.
A Ordem também pode ser concedida a cidadãos estrangeiros dentre os membros das forças armadas de países estrangeiros aliados: por mérito no fortalecimento da cooperação militar com a Rússia e na organização de manobras militares conjuntas durante exercícios militares.
A Ordem "Por Mérito Militar" é usada no lado esquerdo do peito e quando na presença de outras Ordens e medalhas da Federação da Rússia, está localizada imediatamente após a Ordem da Coragem. Uma roseta nas cores da fita da Ordem pode ser usada em roupas civis.

## Descrição

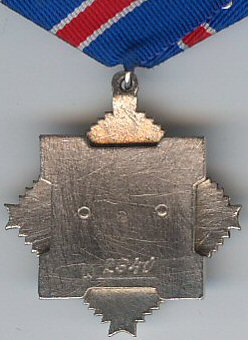
Reverso da ordem

O emblema da ordem é feito de prata com esmalte e é uma estrela de oito pontas, cujos raios diagonais formam pentágonos cobertos com esmalte nas cores da Bandeira Russa. No anverso, há um medalhão em círculo com uma coroa de ramos de carvalho e louro e uma inscrição em relevo: “POR MÉRITO MILITAR” (em russo: ЗА ВОЕННЫЕ ЗАСЛУГИ; ZA VOENNYE ZASLUGI). No centro do medalhão há uma imagem em relevo do Brasão de Armas da Federação da Rússia. No verso do distintivo está indicado o número do distintivo da ordem. O diâmetro do distintivo da ordem é de 40 milímetros.
A partir de um ilhó e de um anel, o distintivo da ordem é conectado a um bloco pentagonal, que é coberto por uma fita de seda moiré de cor azul com uma faixa vermelha no centro entre duas faixas brancas. A largura da fita é de 24 milímetros, a largura da faixa vermelha é de 5 milímetros e a largura das faixas brancas é de 2 milímetros.
Uma cópia em miniatura do distintivo da ordem é usada em um bloco. A distância entre as extremidades da cruz é de 15,4 milímetros, a altura do bloco do topo do canto inferior até o meio do lado superior é de 19,2 milímetros, o comprimento do lado superior é de 10 milímetros, o comprimento de cada um dos lados é de 16 milímetros, o comprimento de cada um dos lados que formam o canto inferior é de 10 milímetros.

Ao usar a fita de ordem no uniforme, é usada uma barra de 8 mm de altura, a largura da fita é de 24 mm. Uma imagem em miniatura do distintivo da ordem, feita de metal e esmalte, é presa à fita da ordem na forma de uma roseta. A distância entre as extremidades da estrela é de 13 milímetros, e o diâmetro do soquete é de 15 milímetros.